# Farid Díaz
Pour les articles homonymes, voir Diaz.
Farid Alfonso Díaz Rehnals, dit Farid Díaz, né le 20 juillet 1983 à Agustín Codazzi en Colombie, est un footballeur international colombien, qui évolue au poste de défenseur. Il joue pour Olimpia au Paraguay.

## Biographie

### Les débuts en Colombie
Farid Díaz fait ses débuts professionnels en 2002, à l'Atlético Bucaramanga en Primera A.
À la mi-saison 2006, il rejoint le Deportivo Rionegro en Primera B, où il trouve du temps. En 2007, il fait son retour en première division, et rejoint La Equidad. Il dispute seulement une rencontre en championnat. À la mi-saison 2007, il rejoint le Deportivo Pereira pour retrouver du temps de jeu. 
La saison suivante, il rejoint l'Envigado FC.

### Révélation à l'Atlético Nacional
En janvier 2012, il rejoint l'Atlético Nacional. Il fait ses débuts le 15 février, lors d'un match de la Copa Libertadores contre l'Universidad de Chile (victoire 2-0).
Lors de la saison 2014, il est finaliste de la Copa Sudamericana, contre le club argentin du River Plate sur le score cumulé de 3-1. Puis, le 27 juillet 2016, il remporte la Copa Libertadores contre le club équatorien de l'Independiente del Valle sur le score cumulé de 2-1. 
Lors de la Copa Sudamericana 2016, il termine une nouvelle fois finaliste du tournoi à la suite du crash de l'avion de l'équipe de Chapocoense. Le club et la CONMEBOL décerne le titre à Chapecoense.
En décembre 2016, il participe à la Coupe du monde des clubs de la FIFA au Japon, où il finit à la troisième place (s'inclinant en demi-finale face à Kashima Antlers et battant en petite finale le Club América).

### Carrière internationale
Farid Díaz compte 12 sélections avec l'équipe de Colombie depuis 2016.
Il est convoqué pour la première fois en équipe de Colombie par le sélectionneur national José Pékerman, pour un match des éliminatoires de la Coupe du monde 2018 contre la Bolivie le 24 mars 2016. La rencontre se solde par une victoire 3-2 des Colombiens.
Il fait partie de la liste des 23 joueurs colombiens sélectionnés pour disputer la Copa América Centenario aux États-Unis. La Colombie se classe troisième de la compétition, et il dispute trois rencontres durant le tournoi.
Il est dans le groupe des 23 joueurs colombiens participant à la Coupe du monde 2018, mais n'y joue aucun match.

## Palmarès
- Avec l'Olimpia
  - Vainqueur du Championnat du Paraguay en Ouv. 2018

- Avec l'Atlético Nacional
  - Vainqueur de la Copa Libertadores en 2016
  - Vainqueur du Championnat de Colombie en Ouv. 2013, Cl. 2013, Ouv. 2014, Cl. 2015 et Ouv. 2017
  - Vainqueur de la Coupe de Colombie en 2012, 2013 et 2016
  - Vainqueur de la Superliga en 2012 et 2016

## Statistiques

### Statistiques en club
| Saison                | Club                     | Championnat           | Championnat | Championnat | Coupe(s) nationale(s) | Coupe(s) nationale(s) | Supercoupe | Supercoupe | Compétition(s) continentale(s) | Compétition(s) continentale(s) | Compétition(s) continentale(s) | Coupe du mondedes clubs | Coupe du mondedes clubs | Colombie | Colombie | Total | Total |
| Saison                | Club                     | Division              | M.          | B.          | M.                    | B.                    | M.         | B.         | Comp.                          | M.                             | B.                             | M.                      | B.                      | M.       | B.       | M.    | B.    |
| 2003                  | Atlético Bucaramanga     | Primera A             | 4           | 0           | -                     | -                     | -          | -          | -                              | -                              | -                              | -                       | -                       | -        | -        | 4     | 0     |
| 2004                  | Atlético Bucaramanga     | Primera A             | 33          | 0           | -                     | -                     | -          | -          | -                              | -                              | -                              | -                       | -                       | -        | -        | 33    | 0     |
| 2005                  | Atlético Bucaramanga     | Primera A             | 36          | 0           | -                     | -                     | -          | -          | -                              | -                              | -                              | -                       | -                       | -        | -        | 36    | 0     |
| 2006                  | Atlético Bucaramanga     | Primera A             | 6           | 0           | -                     | -                     | -          | -          | -                              | -                              | -                              | -                       | -                       | -        | -        | 6     | 0     |
| 2006                  | Deportivo Rionegro       | Primera B             | 27          | 0           | -                     | -                     | -          | -          | -                              | -                              | -                              | -                       | -                       | -        | -        | 27    | 0     |
| 2007                  | La Equidad               | Primera A             | 1           | 0           | -                     | -                     | -          | -          | -                              | -                              | -                              | -                       | -                       | -        | -        | 1     | 0     |
| 2007                  | Deportivo Pereira        | Primera A             | 15          | 0           | -                     | -                     | -          | -          | -                              | -                              | -                              | -                       | -                       | -        | -        | 15    | 0     |
| 2008                  | Envigado                 | Primera A             | 35          | 0           | -                     | -                     | -          | -          | -                              | -                              | -                              | -                       | -                       | -        | -        | 35    | 0     |
| 2009                  | Envigado                 | Primera A             | 40          | 0           | -                     | -                     | -          | -          | -                              | -                              | -                              | -                       | -                       | -        | -        | 40    | 0     |
| 2010                  | Deportivo Pereira (prêt) | Primera A             | 27          | 0           | -                     | -                     | -          | -          | -                              | -                              | -                              | -                       | -                       | -        | -        | 27    | 0     |
| 2011                  | Envigado                 | Primera A             | 36          | 0           | -                     | -                     | -          | -          | -                              | -                              | -                              | -                       | -                       | -        | -        | 36    | 0     |
| 2012                  | Atlético Nacional        | Primera A             | 23          | 0           | 12                    | 0                     | 2          | 0          | CL                             | 7                              | 0                              | -                       | -                       | -        | -        | 44    | 0     |
| 2013                  | Atlético Nacional        | Primera A             | 40          | 0           | 13                    | 0                     | -          | -          | CS                             | 6                              | 0                              | -                       | -                       | -        | -        | 59    | 0     |
| 2014                  | Atlético Nacional        | Primera A             | 28          | 1           | 8                     | 0                     | 2          | 0          | CL+CS                          | 9+11                           | 0                              | -                       | -                       | -        | -        | 58    | 1     |
| 2015                  | Atlético Nacional        | Primera A             | 41          | 0           | 2                     | 0                     | 1          | 0          | CL                             | 5                              | 0                              | -                       | -                       | -        | -        | 49    | 0     |
| 2016                  | Atlético Nacional        | Primera A             | 9           | 1           | 1                     | 0                     | 2          | 0          | CL+CS                          | 14+10                          | 0                              | 2                       | 0                       | 11       | 0        | 49    | 1     |
| Total sur la carrière | Total sur la carrière    | Total sur la carrière | 401         | 2           | 36                    | 0                     | 7          | 0          | -                              | 62                             | 0                              | 2                       | 0                       | 11       | 0        | 519   | 2     |